# Platymiscium obtusifolium
Platymiscium obtusifolium är en ärtväxtart som beskrevs av Hermann August Theodor Harms. Platymiscium obtusifolium ingår i släktet Platymiscium och familjen ärtväxter. Inga underarter finns listade i Catalogue of Life.